# Carstwo Widyńskie
Carstwo Widyńskie – państwo bułgarskie istniejące w latach w 1363–1396, ze stolicą w Widyniu pod panowaniem dynastii Szyszmanowiczów.
W 1363 roku car Iwan Aleksander stworzył carstwo widyńskie dla swego starszego syna – Iwana Stracimira, zachowując tron Carstwa Tyrnowskiego dla młodszego syna Iwana Szyszmana. Szybko, choć nie na długo carstwo popadło w zależność od Węgier. W 1371 roku, po śmierci ojca, Iwan Stracimir ogłosił się carem niezależnego carstwa i zaczął prowadzić własną, niezależną politykę. W 1388 roku carstwo zostało jednak uzależnione przez Imperium osmańskie. W 1396 roku Iwan Stracimir przyłączył się do anty-tureckiej krucjaty Zygmunta Luksemburskiego, której klęska w bitwie pod Nikopolis doprowadziła do zajęcia carstwa przez sułtana osmańskiego Bajazyda I i wcielenia go bezpośrednio do Imperium.